# الجداجد (حبيش)

تعديل مصدري - تعديل

الجداجد محلة تابعة لقرية تلبة، التابعة لعزلة بني الضاحتين بمديرية حبيش إحدى مديريات محافظة إب في الجمهورية اليمنية، بلغ تعداد سكانها 54 حسب تعداد اليمن لعام 2004.